# Peter Molthoff
Petrus Johannes Gerardus (Peter) Molthoff (Pannerden, 14 september 1923 – Waalre, 12 augustus 2025) was een Nederlands politicus van de KVP en het CDA.
Zijn vader was chef dienstgeleider bij 's rijks belastingen en zelf begon Peter Molthoff zijn ambtelijke carrière als volontair bij de gemeentesecretarie van Lichtenvoorde. Hij was daar tijdens de Duitse bezetting belast met het de uitgifte van persoonsbewijzen en was in zijn vrije tijd betrokken bij het ondersteunen van ontsnapte krijgsgevangen, piloten en onderduikers. In augustus 1942 werd hij na het ontvreemden van de voorraad persoonsbewijzen gearresteerd en door een Duits Kriegsgericht veroordeeld tot vijf jaar tuchtstraf. Hij werd gevangen gehouden in Kamp Vught. In april 1945 werd hij in het Duitse Rockenberg door de Amerikanen bevrijd waarna hij zijn werk bij de gemeente Lichtenvoorde voortzette. 
Daarna was hij werkzaam bij de gemeentesecretarieën van Didam, Nijmegen, Bergeijk en Budel. Bij die laatste gemeente was hij hoofdcommies in algemene dienst voor hij in december 1962 benoemd werd tot burgemeester van Vogelwaarde. In juli 1964 werd Molthoff de burgemeester van Hulst waarbij hij als waarnemend burgemeester van Vogelwaarde aanbleef. In 1970 ging Vogelwaarde op in de gemeente Hontenisse en in januari 1985 ging hij vervroegd met pensioen. Tijdens maar ook na zijn burgemeesterschap was hij voorzitter van organisaties zoals de Nederlandse Vereniging van Ex-Politieke Gevangenen (Expogé) en de Stichting Samenwerkend Verzet 1940-1945. In 2014 vierde de intussen 90-jarige Molthoff samen met zijn echtgenote dat ze 60 jaar daarvoor in Bergeijk door burgemeester J.A. Linders (haar vader) getrouwd zijn.
Molthoff overleed op 12 augustus 2025 op 101-jarige leeftijd.